# Weejay
Weejay è un contenitore radiofonico in onda nel fine settimana su Radio Deejay, trasmesso dal 2010. Il nome deriva dall'unione delle parole "Weekend" e "deejay".
In onda in diverse fasce della giornata, la trasmissione è basata sugli interventi via sms e telefono degli ascoltatori, che raccontano ai microfoni della radio il loro fine settimana, parlano delle iniziative che si tengono durante il weekend nella penisola o più semplicemente rispondono alle domande su un determinato argomento proposto dai conduttori.
Era condotto inizialmente da diversi speaker della radio a rotazione, tra cui Laura Antonini nella fascia mattutina (segmento prima denominato Megajay e poi tornato al vecchio titolo nel 2011) e le coppie Federico Russo e Marisa Passera e Nicola Vitiello e Gianluca Vitiello.
Dal 2010 la trasmissione è stata affidata, nella parte pomeridiana, a Frank, Sarah Jane, Laura Gramuglia, Marina Minetti e Andrea Molinari, che si alternavano nella lunga diretta pomeridiana. A partire dal gennaio 2012 restano in onda soltanto Frank e Sarah Jane, e nella primavera del 2012, la trasmissione è andata in onda dal Deejay Truck, camper mobile dell'emittente radiofonica, per seguire le prime fasi dei provini di X Factor 6, facendo intervenire ai microfoni gli aspiranti concorrenti del talent.
Nel settembre 2012, con il passaggio dei conduttori a Megajay, la trasmissione non è stata riproposta, ma è ricomparsa nel palinsesto della radio il 12 gennaio 2013, con la nuova conduzione di Mauro e Andrea, sempre al sabato e alla domenica pomeriggio.
A partire dal 9 marzo, a causa del ritorno di Marco Baldini a Radio Deejay nella fascia del mattino del weekend, Frank e Sarah Jane tornano alla conduzione della trasmissione condividendo le ore con Mauro e Andrea. Questi ultimi conducono la fascia tra le 18 e le 20 del sabato e tra le 12 e le 14 della domenica, mentre Frank e Sarah Jane si stabiliscono tra le 16 e le 18 di entrambi i giorni.
Nel gennaio 2014 Mauro e Andrea lasciano la conduzione della trasmissione, che torna interamente nelle mani di Frank e Sarah Jane fino al luglio 2015. Dal mese di settembre, Weejay è stato sostituito in palinsesto da Megajay, condotto da Laura Antonini, mentre Frank e Sarah Jane Ranieri portano al debutto Gente della notte, programma notturno in diretta in onda dal venerdì alla domenica, dalle 22 all'1. La trasmissione è tornata in onda dalla primavera 2016, ancora una volta con Frank e Sarah Jane, sempre nel pomeriggio del weekend in luogo della trasmissione di Laura Antonini, assente per maternità.